# Aerovís Airlines
Aerovís Airlines és una companyia aèria de càrrega ucraïnesa amb seu a Kíiv, fundada el 2003. L' aeroport base és Rivne.

## Flota
A partir del 2015:
- 5 An-12.

## Enllaç
- Lloc ofocial